# Gene (Vorname)
Gene (abgeleitet von Eugene, Eugenie, Genoveva) ist ein in der ersten Hälfte des 20. Jahrhunderts vorwiegend in den USA verbreiteter Vorname. Er kann sowohl an Männer als auch (seltener) an Frauen vergeben werden.

## Bekannte Namensträger (Auswahl)

### Männer
- Gene Lockhart (1891–1957), Schauspieler und Regisseur
- Gene Austin (1900–1972), Sänger und Songwriter
- Gene Autry (1907–1998), Singender Cowboy
- Gene Krupa (1909–1973), Jazz-Schlagzeuger
- Gene Kelly (1912–1996), Schauspieler und Tänzer
- Gene Saks (1921–2015), Theater- und Filmregisseur
- Gene Roddenberry (1921–1991), Science-Fiction-Drehbuchautor und Regisseur
- Gene Reynolds (1923–2020), Filmschauspieler, Drehbuchautor und Fernsehregisseur
- Gene Ammons (1924–1974), Jazz-Saxophonist
- Gene Deitch (1924–2020), Illustrator und Filmregisseur
- Gene Hackman (1930–2025), Filmschauspieler
- Gene Wolfe (1931–2019), Science-Fiction-Autor
- Gene Kranz (* 1933), NASA-Flugdirektor
- Gene Wilder (1933–2016), Schauspieler und Regisseur
- Gene Vincent (1935–1971), Rock-’n’-Roll-Sänger
- Gene Chandler (* 1937), Soul-Sänger
- Gene Pitney (1940–2006), Sänger und Songschreiber
- Gene Clark, (1944–1991), Gründungsmitglied und Gitarrist der Band „The Byrds“
- Gene Parsons (* 1944), Schlagzeuger bei „The Byrds“ (1969–1972)
- Gene Quintano (* 1946), Schauspieler, Drehbuchautor und Filmregisseur
- Gene Simmons (* 1949), Bassist und Co-Sänger der Rockgruppe Kiss

### Frauen
- Gene Tierney (1920–1991), Filmschauspielerin